# Harold Edwin Hurst
Harold Edwin Hurst, auch Abu Nil (Vater des Nils) genannt (* 1. Januar 1880 bei Leicester; † 7. Dezember 1978 bei Oxford, Großbritannien) war ein britischer Hydrologe, der durch seine langjährigen Studien über den Nil und die sich dabei aus den hydrologischen Beobachtungen ergebenden mathematischen Phänomene bekannt wurde. Diese regten wiederum den Mathematiker Benoît Mandelbrot zu Arbeiten über den Hurst-Exponent an.

## Leben
Hurst studierte Physik an der University of Oxford, wo er nach seinem Abschluss noch drei Jahre tätig war. 1906 wechselte er zum ägyptischen Vermessungsamt (Survey of Egypt), dem ersten Schritt zu einer 62-jährigen Karriere in ägyptischen Staatsdiensten unter den unterschiedlichsten Regierungen  von Lord Cromer bis zu Präsident Nasser. 1915 wurde er Leiter der Naturwissenschaftlichen Abteilung des Bauministeriums (Ministry of Public Works), eine Position, die er bis zu seiner Pensionierung 1946 innehatte. Er blieb dem Ministerium danach noch bis 1968 als Wissenschaftlicher Berater verbunden. Hurst starb im Alter von 98 Jahren bei Oxford, wo er viele Jahre gewohnt hatte.

## Leistungen
Die Entwicklung des ägyptischen Bewässerungssystems erforderte zuverlässige hydrologische Daten. Hurst untersuchte in jahrzehntelanger Arbeit die hydrologischen Verhältnisse des Nils und seiner Zuflüsse und sammelte eine enorme Menge an Daten von mehr als hundert Messstellen im Nilbecken. Die Ergebnisse dieser Arbeiten wurden in den elf Bänden des Nile Basin und zahlreicher Ergänzungen dokumentiert, der wohl größten existierenden Datensammlung über einen Fluss.
Vor seiner Pensionierung veröffentlichte er den Vorschlag, längere Dürreperioden durch Wasserbevorratung am Victoriasee, Albertsee, Tanasee sowie durch den Jonglei-Kanal zur Verringerung der Verdunstungsverluste im Sudd auszugleichen. Dieses unter dem Schlagwort Century Storage bekannt gewordene Konzept beruhte auf der riesigen Datensammlung über den Wechsel der Wasserstände, die Abflussmengen, ihre Abfolge über mehrere Jahre und ihre Vorhersagbarkeit. Dabei zeigte sich, dass die empirischen Daten ein anderes Bild ergaben als es nach den theoretischen Berechnungen zu erwarten gewesen war.
Die Idee der Wasserbevorratung an den Oberläufen des Weißen und Blauen Nils wurde zwar abgelöst durch das Konzept des Assuan-Staudamms. Erneut zeigten Hursts Berechnungen aufgrund seiner empirischen Daten, dass das zur Überbrückung schlimmster Dürreperioden erforderliche Stauvolumen deutlich größer sein musste als nach den bis dahin üblichen theoretischen Berechnungen angenommen wurde.
Hurst hatte seine Erkenntnisse über die mathematischen Phänomene in seinen Veröffentlichungen der Jahre 1951, 1952 und 1965 weiterentwickelt. Bald darauf begann Benoît Mandelbrot mit seinen Arbeiten über das Hurst-Phänomen, die schließlich zum Hurst-Exponent führten, der später auch in anderen Fachgebieten, wie der Finanztheorie und der Kardiologie angewandt wurde.

## Ehrungen
Hurst erhielt den Doktorgrad (D.Sc.) der Universität Oxford und die Telford Gold Medal der Institution of Civil Engineers. Er wurde zum Companion des Order of St. Michael and St. George und vor allem zum Großoffizier des Nil-Ordens ernannt, des höchsten Verdienstordens in Ägypten.

## Schriften (Auswahl)
- A Discussion of the Observations on Atmospheric Electricity at Helwan Observatory from March 1906 to February 1908. National Printing Department, Kairo 1909.
- The Magnetic Survey of Egypt and the Sudan. Government Press, Kairo 1915.
- The Nile Basin. 11 Bände (zahlreiche Beiträge gemeinsam mit P. Phillips, später mit R.P. Black, schließlich mit R.P. Black und Y.M. Simaika), Government Press, Kairo 1931 bis 1978.
- Long Term Storage Capacity of Reservoirs. In: Transactions of the American Society of Civil Engineers. Band 116 (1951), S. 770–799.
- The Nile: A General Account of the River and the Utilization of Its Waters. Constable, London 1952.
- Long-term Storage: An Experimental Study. Constable, London 1965 (mit R.P. Black und Y.M. Simaika).